# Djamel Bensalah
Djamel Bensalah (Saint-Denis, 7 aprile 1976) è un regista, sceneggiatore e attore francese di origini algerine.

## Biografia
Esordisce nel 1996 realizzando il suo primo cortometraggio Y a du foutage de gueule dans l'air e tre anni dopo il suo primo lungometraggio Le ciel, les oiseaux,... et ta mère!. Nel 2009 scrive e produce Neuilly sa mère!, commedia che ottiene un grandissimo successo di pubblico in Francia. Nel 2010 è nominato cavaliere dell'Ordre des Arts et des Lettres.

## Filmografia

### Regista e sceneggiatore
- Y a du foutage de gueule dans l'air (1996)
- Le Ciel, les oiseaux et... ta mère ! (1999)
- Le Raid (2002)
- Il était une fois dans l'oued (2005)
- Big City (2007)
- Neuilly sa mère! (2009)
- Beur sur la ville (2011)
- Un village presque parfait (2015)
- Neuilly sa mère, sa mère! (2018)

### Attore
- L'Eau froide di Olivier Assayas (1994)
- Agathe Cléry di Étienne Chatiliez (2008)